# Arcangelo Chiocchetti
Arcangelo Chiocchetti (Moena, 6 marzo 1921 – Moena, 30 giugno 2001) è stato un fondista italiano.

## Biografia
Nato nel 1921 a Moena, in Trentino, a 26 anni ha partecipato ai Giochi olimpici di Sankt Moritz 1948, nella 18 km, chiudendo 52º con il tempo di 1h28'36".
Ai campionati italiani ha vinto 1 bronzo nella 18 km nel 1949.